# Rašica, Velike Lašče
Rašica [rášica] (tudi Raščica, lokalno Rašca) je naselje v Občini Velike Lašče. Vas je najbolj poznana kot rojstni kraj očeta slovenskega knjižnega jezika Primoža Trubarja. V naselju stojita Trubarjev spomenik in domačija (Temkov mlin) ob istoimenskem potoku. Spominska hiša je marca 2014 dobila ovrednotenje kot pomembna muzejska zbirka. 